# Lusignan, Vienne
Lusignan är en kommun i departementet Vienne i regionen Nouvelle-Aquitaine i västra Frankrike. Kommunen ligger i kantonen Lusignan som tillhör arrondissementet Poitiers. År 2022 hade Lusignan 2 556 invånare.
Staden har fått sitt namn efter slottet Lusignan, huvudslott för huset Lusignan. Stadens kyrka grundlades även under 1000-talet av släkten.

## Befolkningsutveckling
Antalet invånare i kommunen Lusignan
| Referens: INSEE |

## Kända personer
- André Léo, romanförfattare, journalist och feminist